# Jenny Thomann-Koller

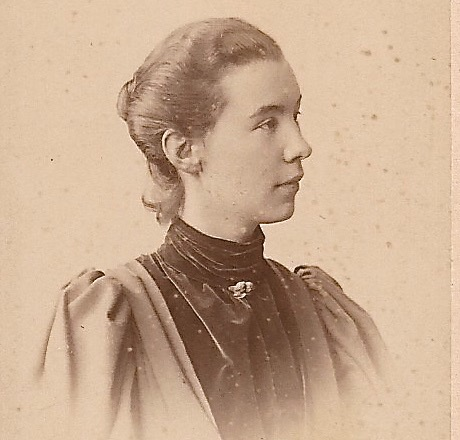
Jenny Koller, um 1895

Jenny Thomann-Koller (* 14. September 1866 in Zürich; † 5. Februar 1949 ebenda) war eine Schweizer Frauen- und Kinderärztin und Abteilungsleiterin der Schweizerischen Pflegerinnenschule in Zürich. In ihrer 1895 veröffentlichten Dissertation mit dem Thema Beitrag zur Erblichkeitsstatistik der Geisteskranken im Canton Zürich; Vergleichung derselben mit der erblichen Belastung gesunder Menschen durch Geistesstörungen u. dergl., führte sie erstmals eine Kontrollgruppe ein und konnte somit die damals weitverbreitete Degenerationstheorie in Frage stellen.

## Leben
Jenny Koller war das zweite Kind von Konrad Adolf Koller, Rosshaarfabrikant und Kaufmann, und Katharina, geborene Huber. Als begabte Schülerin hatte sie den Wunsch Lehrerin zu werden. Ihre fortschrittlich gesinnte Mutter riet ihr jedoch zum Medizinstudium und führte sie zu Marie Heim-Vögtlin, der ersten Schweizer Ärztin. Diese erzählte ihr von den Schwierigkeiten des Studiums und des Berufs, stellte ihr aber die ärztliche Tätigkeit als sehr sinnvoll und befriedigend dar. Mit dem Ziel, Medizin zu studieren, besuchte Jenny Koller von 1883 bis 1887 das Lehrerinnenseminar. Im Sommersemester 1887 begann sie mit dem Medizinstudium an der Universität Zürich und schloss dieses 1892 mit der medizinischen Staatsprüfung ab. Darauf folgte eine siebenmonatige Assistenzzeit an der Charité in Paris – Frauen durften in der Schweiz zwar studieren, doch Assistentenstellen waren ihnen verschlossen. Zurück in Zürich übernahm Jenny Koller mehrmals eine Vertretung als Assistenzärztin in der Pflegeanstalt Rheinau. 1893/94 eröffnete sie ihre erste Privatpraxis für Gynäkologie und Pädiatrie. Ihre Dissertation Beitrag zur Erblichkeitsstatistik der Geisteskranken im Canton Zürich; Vergleichung derselben mit der erblichen Belastung gesunder Menschen durch Geistesstörungen u. dergl. publizierte sie 1895 im Archiv für Psychiatrie und Nervenkrankheiten. In den 1890er-Jahren hatte sie Beziehungen zur Schweizerischen Gesellschaft für ethische Kultur. Auch erschien ihr Name 1902 unter den Mitgliedern des Vereins abstinenter Ärzte des deutschen Sprachgebiets. 1901 heiratete sie den Direktor des neu gegründeten Statistischen Amtes der Stadt Zürich, Heinrich Thomann, mit dem sie drei Kinder hatte (Heinrich 1902, Jenny 1904, Felix 1908). Die ärztliche Privatpraxis führte sie weiter. Als Jenny Thomann-Koller begann sie ihre langjährige Tätigkeit an der 1901 in Zürich eröffneten Schweizerischen Pflegerinnenschule mit Frauenspital. Schon 1899 war sie Mitglied im leitenden Ausschuss der Krankenpflegekommission des Schweizerischen Gemeinnützigen Frauenvereins und somit an der Planung des neuartigen Unternehmens beteiligt. Sie sollte ihre Stellung als Abteilungsärztin bis 1919 innehaben. 1923 erlitt Heinrich Thomann einen Schlaganfall, der sein Denk- und Sprachvermögen beeinträchtigte. Ein zweiter Schlaganfall führte 1925 zum Tod. Thomann-Koller führte ihre grosse Praxis an der Schanzengasse 29 bis 1933 weiter und danach im kleineren Rahmen an der Lintheschergasse 10 bis 1941. Die letzten Jahre verbrachte sie bei den Kindern und Enkelkindern und zuletzt im Altersheim; sie starb 1949 im Alter von 83 Jahren.

## Wirken
Jenny Koller hat ihren Bildungs- und Berufsweg zusammen mit drei anderen Zürcherinnen verfolgt. Gemeinsam besuchten sie von 1883 bis 1887 das Lehrerinnenseminar. Von 1887 bis 1892 studierten sie Medizin an der Universität Zürich; mit der Staatsprüfung schlossen sie das Studium ab. Bald danach promovierten sie mit einer Inaugural-Dissertation zum Doktor der Medizin. Drei von ihnen, Jenny Koller (ab 1901 Thomann-Koller), Ida Schmid (ab 1896 Hilfiker-Schmid) und Pauline Gottschall, führten über dreißig Jahre Privatpraxen als Frauen- und Kinderärztinnen in Zürich. Die vierte, Josephine Zürcher (ab 1899 Fallscheer-Zürcher), verbrachte drei Jahrzehnte als Ärztin im Osmanischen Reich. Bemerkenswert ist nicht nur, dass die Zürcher Medizinerinnen in Fachzeitschriften wissenschaftliche Arbeiten publizierten, sondern auch, dass sie Stellung nahmen gegen die damals weitverbreitete Degenerationslehre sowohl als gegen die aufkommenden eugenischen Tendenzen bzw. schon praktizierte eugenische Maßnahmen.

### Die statistische Studie
In ihrer Dissertation Beitrag zur Erblichkeitsstatistik der Geisteskranken im Canton Zürich; Vergleichung derselben mit der erblichen Belastung gesunder Menschen durch Geistesstörungen u. dergl. ging Jenny Koller neue Wege. Sie führte als erste eine Kontrollgruppe ein und kam auf Grund des Vergleichs zum Schluss, dass die «erbliche Belastung der Gesunden […] eine viel grössere [sei], als gemeinhin angenommen [werde] und […] die Wirkung des regenerativen Factors [beweise].» Damit stellte sie die in der Psychiatrie wie auch von ihrem Professor Auguste Forel weithin akzeptierte Degenerationstheorie infrage und ermöglichte eine differenziertere Diagnose über die Erblichkeit von Geistesstörungen. Zehn Jahre später bestätigte Otto Diem in einer ebenso sorgfältigen umfangreicheren Studie ihre Resultate. Kollers Arbeit und nach 1905 auch Diems lösten eine bis ca. 1930 anhaltende Diskussion auf internationaler Ebene aus. In Fachzeitschriften, Lehrbüchern und an Kongressen waren die namhaftesten Psychiater (Korbinian Brodmann, Julius Wagner von Jauregg, Emil Kraepelin, Karl Jaspers, Oswald Bumke, Karl Pearson, Philip Coombs Knapp u. a.) beteiligt und nahmen Bezug auf die Kollersche Studie. Auch in den neuesten Untersuchungen zur Geschichte der Statistik und Eugenik wird die bahnbrechende Studie Jenny Kollers anerkannt.

### Privatpraxis
Trotz der intensiven Auseinandersetzung mit psychiatrischen Fragen und ihren praktischen klinischen Erfahrungen in der Pflegeanstalt Rheinau entschied sich Jenny Koller(nach 1901: Jenny Thomann-Koller) für eine Privatpraxis als Frauen- und Kinderärztin. Ihre Praxen befanden sich an der Dufourstrasse 47 (1893/94–1901), der Seefeldstrasse 19 (1902–1909), der Schanzengasse 29 (1910–1933) und der Lintheschergasse 10 (bis 1941).

„Anfänglich noch recht schüchtern, mit wachsender Erfahrung aber immer selbstsicherer werdend, erwarb sie sich das Vertrauen weiter Kreise. Sie nahm sich ihrer Patienten nicht nur medizinisch, sondern auch menschlich an, hatte ein ausgeprägtes Gefühl für den inneren Wert eines Menschen ohne Rücksicht auf seinen Stand. Auch war sie bestrebt sich weiter zu bilden und reiste zu diesem Zweck nach Berlin zu einem Geburtshelferkurs.“

### Pflegerinnenschule
Jenny Thomann-Koller war eine von drei Abteilungsärztinnen der 1901 gegründeten Schweizerischen Pflegerinnenschule mit Spital. Sie war Fachärztin für Innere Medizin, Anna Heer war Leiterin und auch Fachärztin für Gynäkologie und Geburtshilfe und Marie Heim-Vögtlin betreute die Kinderstube und Wöchnerinnen. Die Aufgaben der Abteilungsärztinnen umfassten: Behandlung von Patientinnen ihrer Abteilungen zusammen mit der Hausärztin; gegenseitige Unterstützung und Vertretung bei Operationen und an Sonn- und Feiertagen; zusammen mit der Oberin bildeten sie das Aufnahmekomitee. Alle drei Ärztinnen arbeiteten, bis auf die Einnahmen durch Privatpatientinnen, unentgeltlich, da sie zugleich ihre gut laufenden Privatpraxen führten. Das ursprüngliche Ärztinnenteam blieb sich bis zum Ersten Weltkrieg gleich. 1914 jedoch schied die Oberin Ida Schneider aus, 1915 zog sich Heim-Vögtlin zurück, 1918 starb Heer, und 1919 nahm auch Thomann-Koller Abschied. Die Register und Journale der Geburtshilflichen und der Gynäkologischen Abteilungen zeigen die jahrelange enge Verbindung mit der «Pflegi», wo Jenny Thomann-Kollers Name regelmässig vermerkt ist. Auch in den Protokollen ist ihr Name zu finden. Berichte jedoch oder persönliche Äußerungen von Thomann-Koller (wie auch den anderen Ärztinnen) über ihre Erfahrungen gibt es keine.

## Schriften
- Beitrag zur Erblichkeitsstatistik der Geisteskranken im Canton Zürich; Vergleichung derselben mit der erblichen Belastung gesunder Menschen durch Geistesstörungen u. dergl. In: Archiv für Psychiatrie und Nervenkrankheiten. Bd. 27, H. 1, März 1895, S. 268–295, doi:10.1007/BF02076258.